# Нікколо Тарталья
Нікколо́ Тарта́лья (італ. Niccolò Tartaglia), справжнє ім'я Нікколо Фонтана (італ. Niccolò Fontana) (нар. близько 1499, Брешія — пом. 13 грудня 1557, Венеція) — італійський математик.

### Життєпис
Народився Нікколо в дуже бідній сім'ї. Під час однієї з Італійських воєн (1494—1559), що вели між собою Франція та Іспанія за право володіти Італією, його рідну Брешію захопили французи. Хлопчик отримав поранення. Йому розсікли язик, понівечили гортань. Нікколо тоді було шість років. Після цього він розмовляв з великими труднощами і тому його називали «Тарталья» (італ. tartaglia — заїка).
Батько Нікколо помер дуже рано. Тому його сім'я дуже бідувала. У школі Нікколо провчився всього 15 днів. Не маючи змоги платити за навчання мати була вимушена забрати сина зі школи. Хлопцеві довелося самому опановувати науку. Тим не менш він здав іспити на звання «магістра абака» (щось на зразок учителя арифметики) і почав працювати в приватному комерційному ліцеї. Поселившись у Вероні, заробляв свій хліб викладанням математики. Він читав лекції з геометрії, арифметики і механіки. Окрім цього, консультував з різних питань математики і техніки майстрів, купців, артилеристів і архітекторів.
Наприкінці 1534 року Тарталья одержав виклик на математичний турнір від Антоніо Фіоре — учня відомого професора математики Болонського університету Сципіона дель Ферро. Нікколо дізнався, що Фіоре володіє секретом розв'язання кубічного рівняння, який йому повідомив Ферро. Шляхом титанічних зусиль Тартальї за кілька днів до диспуту теж вдалося знайти спосіб розв'язання такого рівняння.

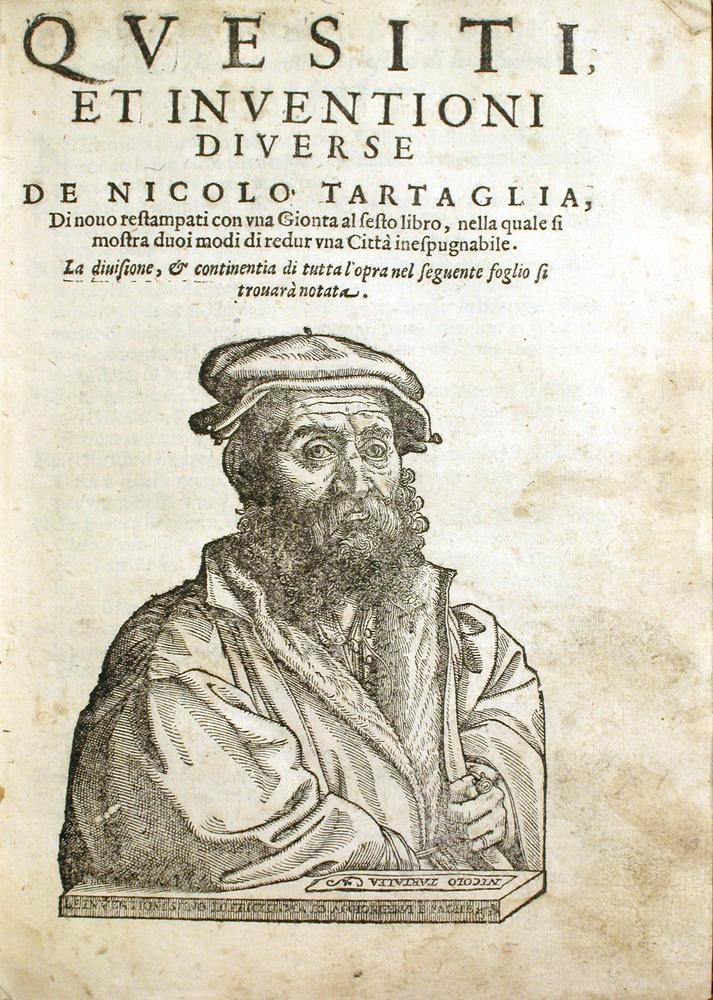
Обкладинка трактату «Деякі питання та інші винаходи Нікколо Тарталья»

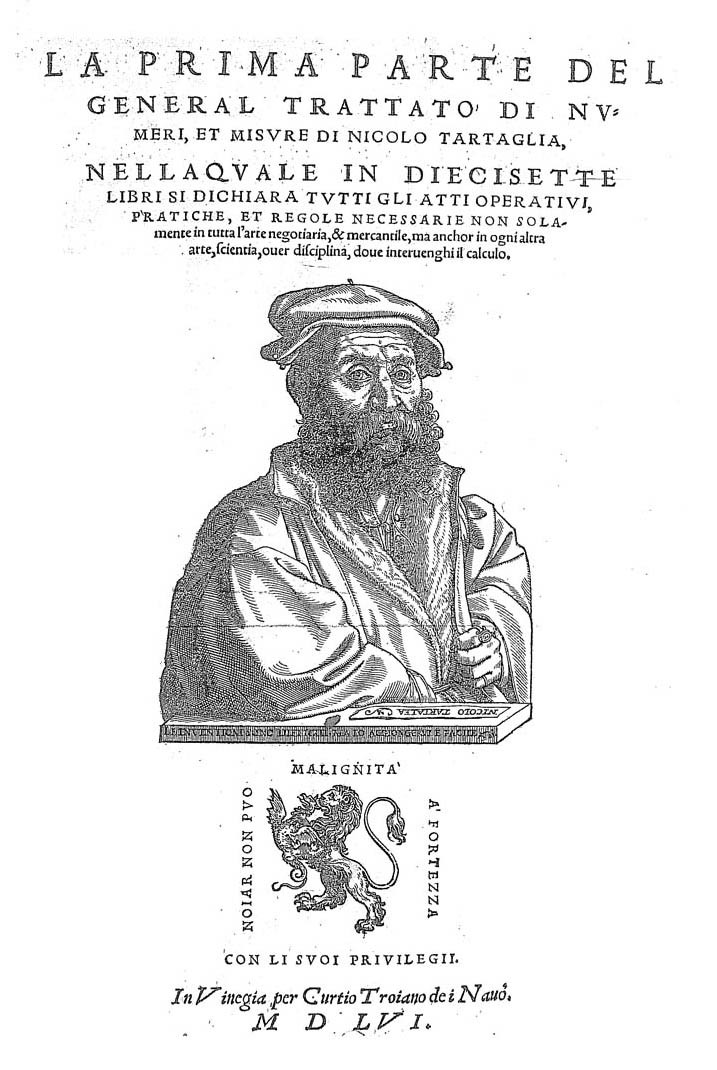
General trattato de' numeri et misure, 1556

Двобій відбувся 12 лютого 1535 року. Кожному із супротивників треба було розв'язати по 30 задач. За дві години Тарталья впорався з усіма задачами, запропонованими йому Фіоре, а той не розв'язав жодної задачі свого противника (Фіоре запропонував переважно кубічні рівняння, а Тарталья — задачі з різних розділів математики). Перемога була повною, вчений прославився на всю Італію і отримав кафедру математики у Вероні.

Своїм методом розв'язування кубічного рівняння Тарталья поділився з відомим ученим Джироламо Кардано, що був одночасно математиком і механіком, лікарем і алхіміком, хіромантом і особистим астрологом Папи Римського, узявши з того слово ніколи не публікувати повідомлений йому метод розв'язання. Але через шість років Кардано порушив свою клятву — він видав трактат «Велике мистецтво, або про правила алгебри» (1545), де виклав алгоритми розв'язування рівнянь третього і четвертого степеня. Щоправда, Кардано чесно написав у передмові, що: 
|  | …у наш час Сципіон дель Ферро відкрив формулу… Нікколо Тарталья з Брешії, наш друг, що був викликаний на змагання з учнем дель Ферро на ймення Антоніо Маріо Фіоре, розв'язав, щоб не бути переможеним, ту ж саму проблему і після довгих прохань передав секрет мені. |

Але все одно Тарталья дуже образився, і написав Кардано гнівного листа. За честь Кардано заступився його учень Лодовіко Феррарі (якому належить першість у розв'язанні в радикалах рівняння четвертого степеня). Він викликав Тарталью на публічний диспут з «геометрії, арифметики та по'язаними з ними дисциплінами, такими як астрологія, музика, космографія, перспектива, архітектура та ін.»
Двобій відбувся 10 серпня 1548 року в Мілані. Вороже налаштована публіка змусила Тарталью припинити диспут і терміново залишити Мілан. Переможцями стали вважати (не зовсім об'єктивно) Феррарі та його вчителя Кардано. І навіть формулу для коренів кубічного рівняння стали називати формулою Кардано. Сучасні історики науки вважають, що справедливіше її називати формулою Ферро-Тартальї-Кардано.

### Наукові праці
Тарталья написав декілька книг, найважливіша з яких була видана у Венеції під назвою «Загальний трактат про число і міру» (ч.1-6, 1556—1560). У ній він виклав свої оригінальні дослідження з арифметики, алгебри і геометрії. Зокрема, у книзі вперше застосовуються круглі дужки. Трактат містить також таблицю так званих «біноміальних коефіцієнтів». Ця таблиця була частково відома в Індії ще в 2 ст. до н. е. Більшу популярність ця таблиця отримала в 17 ст. у зв'язку з працями Блеза Паскаля, тому іноді її називають «трикутником Паскаля».
Тарталья досліджував також проблеми механіки, балістики, геодезії. У праці «Нова наука» (1537) він вперше розглянув питання про траєкторію польоту снаряда і встановив, що найбільша дальність польоту досягається при нахилу ствола гармати під кутом 45 градусів. Його книга «Різні питання і винаходи» (1546) присвячена фортифікації. Учений здійснив переклад італійською мовою деяких праць Архімеда та Евкліда.

### Вшанування пам'яті
Іменем Фонтана названо кратер на видимій стороні Місяця.